# Gonycranaus pluto
Espèce
Gonycranaus pluto est une espèce d'opilions laniatores de la famille des Gerdesiidae.

## Distribution
Cette espèce est endémique du Minas Gerais au Brésil. Elle se rencontre à Morro do Pilar dans une grotte.

## Description
Le mâle holotype mesure 3,6 mm et la femelle paratype 3,30 mm, les mâles mesurent de 3,3 à 3,6 mm et les femelles de 2,9 à 3,30 mm.

## Systématique et taxinomie
Cette espèce a été décrite par Bragagnolo, Hara et Pinto-da-Rocha en 2015.

## Étymologie
Cette espèce est nommée en référence à Pluton.

## Publication originale
- (en) Bragagnolo, Hara et Pinto-da-Rocha, « A new family of Gonyleptoidea from South America (Opiliones, Laniatores) », Zoological Journal of the Linnean Society, vol. 173, no 2,‎ 2015, p. 296-319